# Arothron meleagris
Arothron meleagris là một loài cá nóc trong họ Tetraodontidae (họ Cá nóc). Loài này sinh sống ở vùng biển Ấn Độ Dương-Thái Bình Dương.